# Herodoros z Megary
Herodoros z Megary (gr. Ηρόδωρος ο Μεγαρεύς, IV/III wiek p.n.e.) – starożytny grecki trębacz, olimpijczyk.
Zgodnie z przekazami cechował się niezwykłym jak na swoje czasy wzrostem, mierząc ponad 192 cm. Swoją nadzwyczajną tężyznę (był jakoby w stanie grać na dwóch trąbach jednocześnie) miał zawdzięczać ascetycznemu trybowi życia i potężnemu apetytowi: sypiał na lwich skórach i spożywał dziennie po 6 kilogramów chleba, 9 kilogramów mięsa i 6 litrów wina. Dął tak potężnie, że słuchacze nie byli w stanie wytrzymać w jego pobliżu, a doniosłość jego zagrzewającej do walki żołnierzy Demetriusza I Poliorketesa muzyki zapewniła im zwycięstwo podczas szturmu na Argos.
Herodoros startował w zawodach trębaczy na igrzyskach olimpijskich, dziesięć razy z rzędu (olimpiady 113–122, tj. 328-292 p.n.e.) zdobywając zwycięstwo. Siedmiokrotnie sięgał także po laur podczas pozostałych igrzysk panhelleńskich.